# Нчеу
Нчеу — небольшой город в малавийском Центральном регионе. Является административным центром одноимённого округа. Население — 14 642 чел. (по переписи 2008 г.).
В окрестностях города занимаются сельским хозяйством (в частности, выращиванием картофеля) и добычей полезных ископаемых (последнее, по большей части, происходит незаконно).

## Население
Население города стабильно растёт, что видно по результатам переписей, изложенным ниже.
| Население | Год  |
| --------- | ---- |
| 5814      | 1987 |
| 8783      | 1998 |
| 14 642    | 2008 |

В этническом плане преобладает народ ньянджа.

## География и климат
Город расположен к югу от озера Ньяса, возле самой границы с Мозамбиком. Климат жаркий, с сильным перепадом в количестве осадков по сезонам.
| Показатель                                                                                    | Янв. | Фев. | Март | Апр. | Май  | Июнь | Июль | Авг. | Сен. | Окт. | Нояб. | Дек. | Год  |
| --------------------------------------------------------------------------------------------- | ---- | ---- | ---- | ---- | ---- | ---- | ---- | ---- | ---- | ---- | ----- | ---- | ---- |
| Абсолютный максимум, °C                                                                       | 25,9 | 25,6 | 25,8 | 25,7 | 24,4 | 22,8 | 22,5 | 24,2 | 26,9 | 29,2 | 28,6  | 26,5 | 29,2 |
| Средняя температура, °C                                                                       | 21,6 | 21,3 | 21,1 | 20,5 | 18,7 | 16,8 | 16,5 | 18,0 | 20,5 | 23,1 | 23,3  | 22,0 | 20,3 |
| Абсолютный минимум, °C                                                                        | 17,3 | 17,0 | 16,5 | 15,4 | 13,0 | 10,8 | 10,5 | 11,8 | 14,1 | 17,0 | 18,0  | 17,5 | 10,5 |
| Норма осадков, мм                                                                             | 252  | 232  | 143  | 43   | 10   | 3    | 4    | 3    | 4    | 17   | 76    | 199  | 986  |
| Источник: en.climate-data.org. Дата обращения: 7 июня 2018. Архивировано 13 апреля 2014 года. |      |      |      |      |      |      |      |      |      |      |       |      |      |